# Акалат гірський
Акала́т гірський (Sheppardia montana) — вид горобцеподібних птахів родини мухоловкових (Muscicapidae). Ендемік Танзанії.

## Опис
Довжина птаха становить 13 см. Верхня частина тіла коричнева, хвіст рудуватий. Нижня частина тіла білувата, обличчя світліше, груди і боки коричнюваті.

## Поширення і екологія
Гірські акалати є ендеміками гір Усамбара в регіоні Танга на північному сході Танзанії. Вони живуть в підліску вологих гірських тропічних лісів. Зустрічаються на висоті від 1600 до 2200 м над рівнем моря.

## Збереження
МСОП класифікує цей вид як такий, що перебуває під загрозою зникнення. За оцінками дослідників, популяція гірських акалатів становить від 2500 до 10000 дорослих птахів. Їм загрожує знищення природного середовища.